# أليس جارنر
أليس جارنر (بالإنجليزية: Alice Garner)‏ هي مؤرخة وعازفة تشيلو وممثلة أسترالية، ولدت في 14 سبتمبر 1969 بملبورن في أستراليا.

## وصلات خارجية
- أليس جارنر على موقع IMDb (الإنجليزية)
- أليس جارنر على موقع ألو سيني (الفرنسية)
- أليس جارنر على موقع ميوزك برينز (الإنجليزية)
- أليس جارنر على موقع أول موفي (الإنجليزية)
- أليس جارنر على موقع قاعدة بيانات الأفلام السويدية (السويدية)
- أليس جارنر على موقع قاعدة بيانات الفيلم (الإنجليزية)
- أليس جارنر على موقع كينوبويسك (الروسية)